# Enfermedad por depósito lisosomal
Las enfermedades de almacenamiento lisosómico, atesoramiento lisosomal o depósito lisosomal, son un grupo de trastornos hereditarios, que producen sus primeros síntomas generalmente en la niñez o adolescencia, acortando la expectativa de vida y provocando grados variables de discapacidad en las personas afectadas. Están causadas por una alteración genética y mal funcionamiento de las enzimas lisosomales, lo cual provoca la acumulación de diferentes sustancias no metabolizadas en el lisosoma con alteración de la función y muerte celular.

## Frecuencia
Si bien cada una de las enfermedades de este grupo es poco frecuente, considerándolas en conjunto afectan a un individuo entre 5000 y 7000, lo que supone de 200 a 300 casos para una población de un millón de habitantes.

## Causa
Los lisosomas son orgánulos que están situados en el interior de la célula, rodeados de una membrana, y contienen diferentes enzimas que tienen como función degradar numerosos tipos de polímeros, tanto proteínas como ácidos nucleicos, polisacáridos y lípidos. Los lisosomas poseen más de 50 enzimas degradativas diferentes; las mutaciones de los genes que codifican estas enzimas son las causantes de las enfermedades de almacenamiento lisosómico. La no degradación de los polímeros biológicos hace que estos se acumulen afectando al funcionamiento celular.

## Clasificación
Dependiendo del defecto bioquímico y la sustancia que se acumule en los lisosomas se distinguen las siguientes enfermedades:
- Esfingolipidosis. Se incluyen en este grupo la enfermedad de Gaucher, enfermedad de Niemann-Pick, enfermedad de Fabry, enfermedad de Farber, enfermedad de Tay Sachs, gangliosidosis, leucodistrofia metacromática, enfermedad de Sandhoff y enfermedad de Krabbe.

- Mucopolisacaridosis. Incluyendo el síndrome de Hurler, síndrome de Scheie, síndrome de Hunter, síndrome de Sanfilippo, síndrome de Morquio, y síndrome de Sly.

- Enfermedades por depósito de glucógeno. Glucogenósis tipo II o enfermedad de Pompe.

- Glucoproteinosis. Se incluye la sialidosis o mucolipidosis I, la fucosidosis. la manosidosis, la galactosialidosis, la aspartilglucosaminuria y la enfermedad de Schindler.

- Defectos en el procesamiento y el transporte de las hidrolasas ácidas. Se incluye en este apartado la mucolipidosis II y III.